# Mossley Hill (stacja kolejowa)
Mossley Hill – stacja kolejowa w Liverpoolu, w hrabstwie Merseyside, w Anglii. Znajdują się tu 2 perony.